# Isla Damas (Costa Rica)
Isla Damas oder Damas Island ist eine Küsten-Insel in der Provinz Puntarenas in Costa Rica an der Küste des Pazifischen Ozeans.

## Geographie
Die Insel erstreckt sich vom Ästuar Estero Damas nach Osten bis zur Boca del Río Damas. Der Río Cotos bildet ihre nördliche Begrenzung, während sie im Süden die Küste des Pazifik bildet. Etwa anderthalb Kilometer weiter östlich liegt in der Bahía Vieja (Alten Bucht) die Stadt Quepos.
Die Insel ist langgestreckt und durch die Gezeitenzonen der Ästuare und Flüsse mit ihren Mangroven geprägt.

## Natur

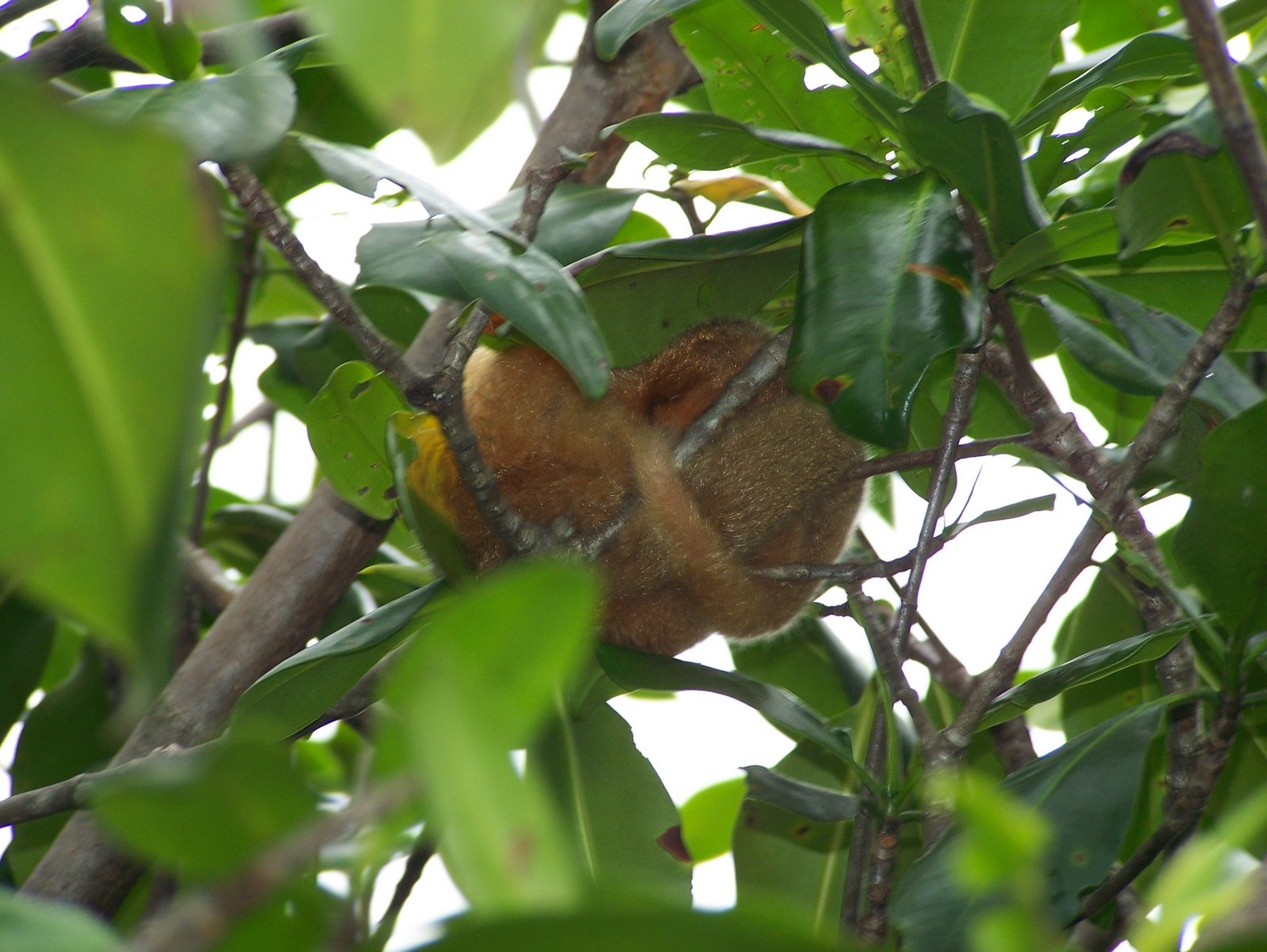
Schlafender Zwergameisenbär

Die Mangroven bieten ein wichtiges Refugium für die typischen Tier- und Pflanzenarten: Panama-Kapuzineraffe, Faultier, Grüner Leguan, Spitzkrokodil, Krokodilkaiman, Boas, Krabbenwaschbär und Gemeiner Zwergameisenbär, sowie zahlreiche Krabben- und Vogelarten, unter anderem Reiher und Braunpelikan.
Boots- und Kayaktouren durch die Ästuare der Insel sind beliebte Touristenattraktionen für Touristen, die auch Quepos, den Nationalpark Manuel Antonio, oder Jacó besuchen.